# William Nicol
William Nicol FRSE (1770      — Edimburgo, 2 de setembro de 1851) foi um geólogo e físico escocês.
Inventou o Prisma de Nicol, o primeiro dispositivo para obter luz plana polarizada, em 1828.